# 타카쿠라 켄
타카쿠라 켄(高倉 健, 1931년 2월 16일 ~ 2014년 11월 10일)은 일본의 배우이자 가수이다. 본명은 오다 고이치(小田 剛一)이며, 별명은 겐상이다.
일본을 대표하는 영화 배우 가운데 한 명으로, 대표작으로는 영화 《아바시리 번외지》 시리즈, 《일본협객전》 시리즈, 《쇼와잔협전》 시리즈, 《신칸센 대폭파》, 《행복의 노란 손수건》, 《핫코다 산》, 《남극 이야기》, 《철도원》 등이 있다.
2014년 11월 10일 악성 림프종으로 사망했다. 향년 84세

## 수상
- 1998년 자수포장
- 2006년 문화공로자

## 출연

### 영화
- 1977년 핫코다 산
- 1977년 행복의 노란 손수건
- 1982년 역
- 1982년 형사 이야기
- 1983년 남극 이야기
- 1990년 블랙레인
- 1992년 미스터 베이스볼
- 1999년 철도원
- 2001년 호타루
- 2005년 천리주단기